# Tamperret
Tamperretten var en retsinstans der efter reformationen videreførte en del af kirkerettens (den kanoniske ret) bestemmelser om sager vedr. ægteskab. Retten bestod af stiftamtmanden og et antal gejstlige medlemmer fra landets domkirker. I Sjællands Stift, herunder København var det dog fra 1681 ledelsen på Københavns Universitet, konsistorium, sammen med stiftsamtmanden, der udgjorde tamperretten.
Efter reformationen blev ægteskabssagerne overført fra de kirkelige domstole til det almindelige domsstolssystem ved Kirkeordinansen 1537/39. Ifølge Ribeartiklerne fra 1542, der modificerede Kirkeordinansen og indførte tamperretterne, var der dog "stor Uorden i Ægteskabs- og Horsager", hvorfor tamperretterne blev oprettet.
I Christian 5. "Danske Lov" fra 1683 tilføjes regler om at fraskilte kunne få tilladelse til at gifte sig igen, fordi kirken ikke længere betragtede ægteskabet som et sakramente. Tilladelsen til nyt ægteskab var således ikke en automatisk ret, som man fik, når skilsmissen var en realitet.
I København overgik sagerne i 1771 til den nyoprettede Hof- og Stadsret, der fik myndighed til at dømme i ægteskabssager for hele Sjællands Stift, og retten var ikke længere bundet til kun at behandle ægteskabssagerne på de gamle "tamperdage".
I resten af landet behandlede tamperretterne skilsmisseanmodningerne frem til 1797.
Tamperretten trådte sammen fire gange om året – på tamperdagene . Navnet er en fordanskning af det latinske quatuor tempora – de fire tiders faste, som kirkeåret var inddelt i. Der fandtes en tamperret for hvert stift.
Ludvig Holberg morer sig i tamperretscenen i komedien Mascarade over retsforhandlingerne.